# Chuyển khối (truyền chất)
Chuyển khối là sự chuyển động thực của khối lượng từ một địa điểm, thường có nghĩa là dòng, phase, phần của cấu tử, tới một vị trí khác. Chuyển khối xảy ra trong nhiều quá trình như hấp thụ, cô đặc, sấy, lắng, lọc màng, và chưng cất. Chuyển khối được sử dụng bởi ngành khoa học khác nhau cho quá trình và cơ chế khác nhau. Cụm từ này được sử dụng phổ biến trong kỹ thuật cho những quá trình vật lý mà bao gồm vận chuyển khuếch tán và đối lưu của các mẩu các chất hóa học bên trong các hệ vật lý.

## Phương trình truyền chất, chuyển khối
Phương trình đối lưu – khuếch tán (hoặc phương trình chuyển khối) là một sự kết hợp của phương trình khuếch tán và đối lưu (hoặc bình lưu) và nó mô tả hiện tượng vật lý, nơi hạt, năng lượng, hay đại lượng vật lý khác được truyền trong một hệ vật lý do hai quá trình: khuếch tán và đối lưu. Tùy thuộc vào ngữ cảnh, cùng một phương trình có thể được gọi là phương trình bình lưu–khuếch tán, phương trình chảy–khuếch tán, hoặc phương trình chuyển vô hướng tổng quát.

### Phương trình

#### Tổng quát
Phương trình chung là
{\displaystyle {\frac {\partial c}{\partial t}}=\nabla \cdot (D\nabla c)-\nabla \cdot ({\vec {v}}c)+R}
trong đó
- c là biến quan tâm (nồng độ chất cho chuyển khối, nhiệt độ cho truyền nhiệt),
- D là độ khuếch tán (cũng được gọi là hệ số khuếch tán), như độ khuếch tán chất cho chuyển động hạt hoặc độ khuếch tán nhiệt cho truyền nhiệt,
- {\displaystyle {\displaystyle {\vec {v}}}} trung bình vận tốc mà đại lượng được chuyển. Ví dụ, trong bình lưu, c có thể là nồng độ của muối ở một con sông, và sau đó {\displaystyle {\displaystyle {\vec {v}}}} sẽ là vận tốc của dòng nước chảy. Một ví dụ khác, c có thể là nồng độ của những bong bóng nhỏ trong một hồ tĩnh, thì {\displaystyle {\displaystyle {\vec {v}}}} sẽ là vận tốc trung bình của bong bóng nổi lên bề mặt, bởi lực nổi (xem dưới). Cho dòng nhiều pha và chảy trong môi trường xốp, {\displaystyle {\displaystyle {\vec {v}}}} là (về mặt giả thuyết) vận tốc bề mặt.
- R mô tả "sinh" hoặc "tiêu" của đại lượng c. Ví dụ như, đối với một chất hóa học, R > 0 có nghĩa là một phản ứng hóa học tạo ra nhiều chất đó hơn, và R < 0 có nghĩa là một phản ứng hóa học tiêu hủy chất đó. Cho truyền nhiệt, R > 0 có thể xảy ra nếu nhiệt năng được tạo ra bởi ma sát.
- {\displaystyle \nabla } đại diện cho gradient và {\displaystyle {\displaystyle \nabla \cdot }} đại diện cho toán tử phân kỳ (divergence).